# برحال
برحال (به عربی: برحال) یک شهرداری در الجزایر است که در استان عنابه واقع شده‌است.